# Wahlkreis Dresden VIII
Der Wahlkreis Dresden VIII war ein Landtagswahlkreis zur Landtagswahl in Sachsen 1990, der ersten Landtagswahl nach der Wiedergründung des Landes Sachsen. Er hatte die Wahlkreisnummer 46. Für die Landtagswahlen 1994 wurde auch infolge der Kreisreform die Wahlkreisstruktur verändert, zudem wurde die Zahl der Wahlkreise von 80 auf 60 verringert. Das Gebiet des Wahlkreises Dresden VIII wurde Teil einer der sechs Wahlkreise auf Dresdener Stadtgebiet.
Das Wahlkreisgebiet umfasste Teile des Stadtbezirkes West mit den Wohnbezirken 830 bis 908.

## Ergebnisse
Die Landtagswahl 1990 fand am 14. Oktober 1990 statt und hatte folgendes Ergebnis für den Wahlkreis Dresden VIII:
| Direktkandidat | Partei (Kürzel) | Erststimmen (%) | Zweitstimmen (%) |
| -------------- | --------------- | --------------- | ---------------- |
|                | DA              | -               | 00,8             |
| Arnold Vaatz   | CDU             | 52,0            | 52,7             |
|                | Chr. L          | -               | 00,4             |
|                | DBU             | 01,2            | 00,6             |
|                | DSU             | 07,9            | 04,9             |
|                | F.D.P.          | 06,8            | 03,8             |
|                | LL-PDS          | 15,5            | 13,2             |
|                | NPD             | -               | 00,9             |
|                | FORUM           | -               | 08,3             |
|                | RAP             | -               | 00,1             |
|                | SHB             | -               | 00,1             |
|                | SPD             | 16,5            | 14,2             |

Es waren 47.365 Personen wahlberechtigt. Die Wahlbeteiligung lag bei 67,5 %. Von den abgegebenen Stimmen waren 2,2 % ungültig. Als Direktkandidat wurde Arnold Vaatz (CDU) mit 52,0 % aller gültigen Stimmen gewählt.